# Jeremiah O'Brien
Pour les articles homonymes, voir USS O'Brien.
Le Jeremiah O'Brien est un cargo, un des Liberty ships construits aux États-Unis au cours de la Seconde Guerre mondiale.

## Histoire
Le Jeremiah O'Brien a été classé comme National Historic Landmark en 1984 ; il est amarré au Fisherman's Wharf dans la baie de San Francisco.
En 2009, il a subi des réparations en cale sèche sur l'ancien USS Steadfast (AFDM-14) à San Francisco sur le chantier naval de BAE Systems Ship Repair.
Le 23 mai 2020, il a échappé à la destruction à la suite de l'incendie d'un entrepôt voisin. Un bateau-pompe des pompiers a été dédié à sa protection pour le sauver des flammes.